# Ламошка (приток Систы)
Ламошка — река в России, протекает по западной части Ломоносовского района Ленинградской области.
Исток реки находится западнее Заозерского озера. Течёт на запад мимо деревни Ломаха (у которой принимает правый приток — Карпинку) и упразднённого посёлка Куммолово. Устье реки находится в 48 км от устья Систы по правому берегу. Длина реки составляет 18 км.

## Данные водного реестра
По данным государственного водного реестра России относится к Балтийскому бассейновому округу, водохозяйственный участок реки — Реки бассейна Финского залива от северно. Относится к речному бассейну реки Нарва (российская часть бассейна).
Код объекта в государственном водном реестре — 01030000712102000025499.